# Bambu

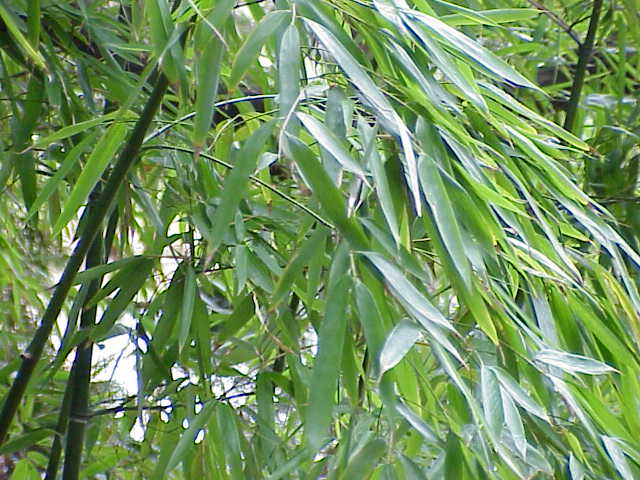
Bambu Phyllostachys aurea

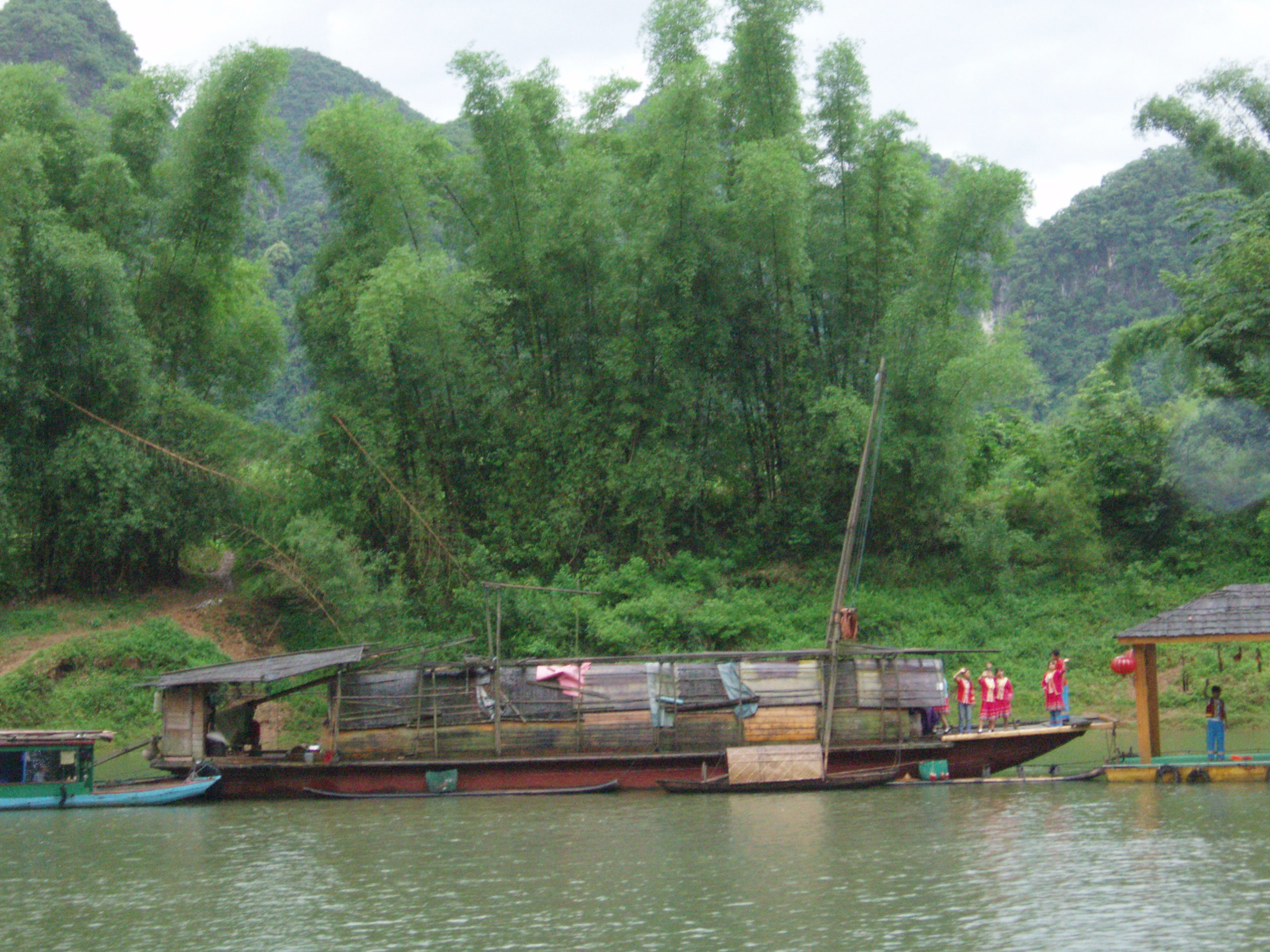
Bambus em Lijiang na China

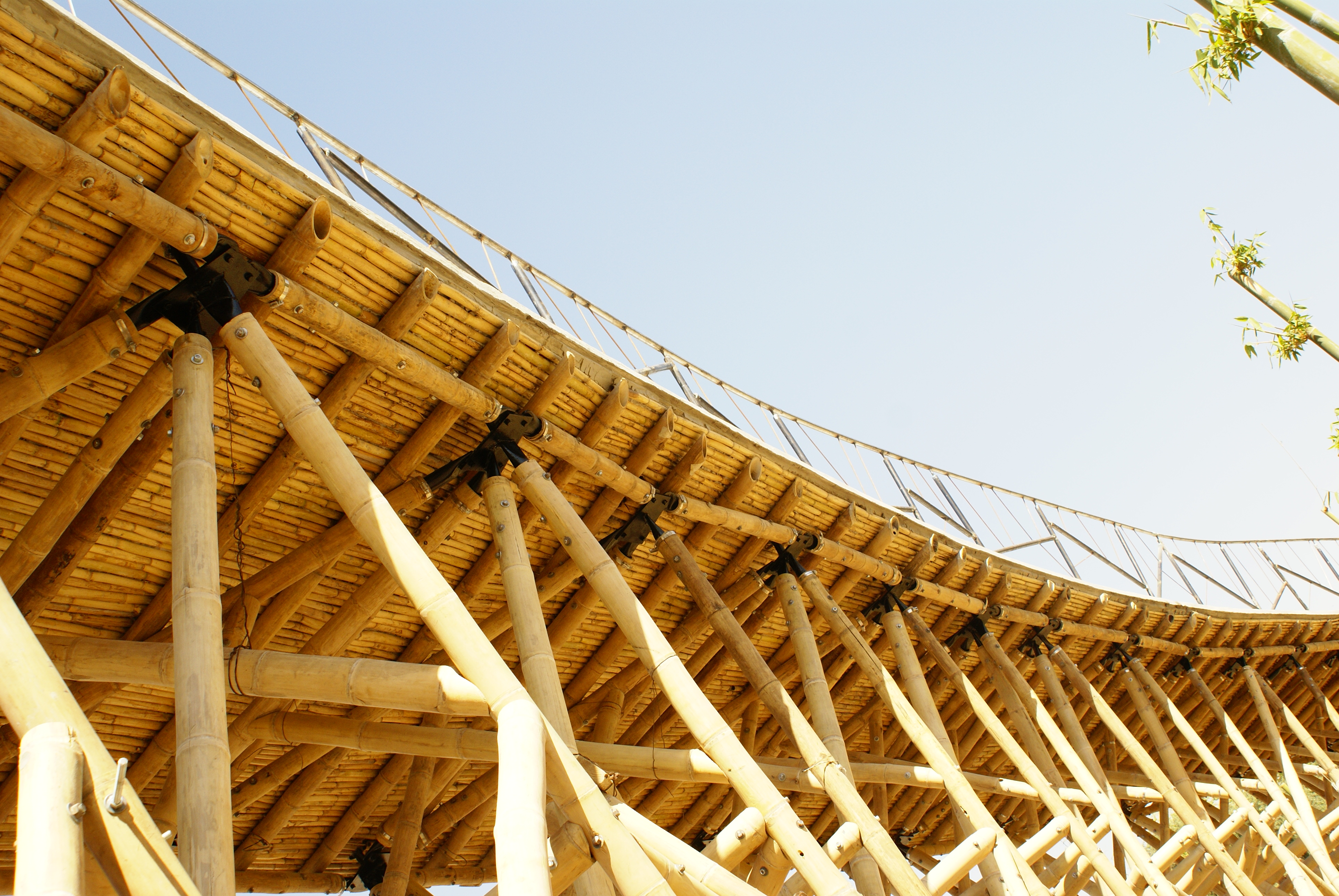
Construção em bambu

Bambu é uma planta pertencente à subfamília Bambusoideae, dentro da família das gramíneas (Poaceae ou Gramineae). A subfamília Bambusoideae se subdivide em duas tribos: Bambuseae (os bambus chamados de lenhosos) e a Olyreae (os bambus chamados herbáceos).
As opiniões variam muito e novas espécies e variedades são acrescentadas ano a ano, mas calcula-se que existam cerca de 1 250 espécies no mundo, espalhadas entre 90 gêneros, presentes de forma nativa em todos os continentes menos na Europa. Habitam numa alta gama de condições climáticas (zonas tropicais e temperadas) e topográficas (do nível do mar até acima de 4 000 metros).
O bambu possui caules lenhificados utilizados na fabricação de diversos objetos como instrumentos musicais, móveis, cestos e até na construção civil, onde é utilizado em construções de edifícios à prova de terremotos. Também é possível produzir a partir desta gramínea, a fibra de bambu.
Uma matéria vegetal assim como o algodão ou o linho, o bambu tem em seu favor alguns trunfos suplementares. A sua fibra, extraída de uma pasta celulósica, se caracteriza pela sua característica homogênea e pesada (ela não amassa) e seu aspecto suave e reluzente, parecidos com os da seda. Sobretudo, possui virtudes respiratórias, antibacterianas.

## Plantio
O bambu é uma planta tropical renovável e que produz anualmente de maneira rápida e sem a necessidade de replantio, apresentando um grande potencial agrícola. Além de ser um eficiente sequestrador de carbono, apresenta excelentes características físicas, químicas e mecânicas. Também o bambu é o recurso natural que se renova em menor intervalo de tempo, não havendo nenhuma outra espécie florestal que possa competir com ele em velocidade de crescimento e de aproveitamento por área.

## Uso
O importante centro de pesquisas chinês China Bamboo Research Center - CBRC (2001) destacou que a partir dos anos 1980 tem havido uma intensificação do uso do bambu em diversas áreas industriais, sobressaindo-se a produção de alimentos, a fabricação de papel, além de aplicações em engenharia e na química. 
Existem dois seguimentos na produção de polpa celulósica, o de “fibra curta” e o de “fibra longa”: o primeiro utiliza como matéria-prima madeira de espécies do gênero Eucalyptus spp. e é voltado para a produção de papéis de escrever, imprimir e para fins sanitários; o segundo utiliza madeira de espécies do gênero Pinus spp. e é voltado para a produção de embalagens. Por apresentar dimensões de fibras intermediárias, a biomassa de bambu pode ser utilizada para a produção simultânea de polpa celulósica de fibra longa e de fibra curta.
Produtos à base de bambu processado (“madeira” de bambu) podem substituir, ou até mesmo evitar, o corte e o uso predatório de florestas tropicais, destacando-se, dentre outros, produtos como carvão, carvão ativado, palitos, chapas de aglomerados, chapas de fibra orientada (OSB), chapas entrelaçadas para uso em fôrmas para concreto (compensado de bambu), painéis, produtos à base de bambu laminado colado (tais como pisos, forros, lambris), esteiras, compósitos, componentes para construção/habitação e indústria moveleira, entre outros. Bastante utilizado em vários tipos de construções indígenas também. Existem estudos para utilização de bambu em concreto, em substituição ao aço.

### No Brasil
Porém, apesar de sua versatilidade a planta ainda é pouco utilizada no Brasil, quer seja pelo desconhecimento de suas espécies, características e aplicações, quer seja devido à falta de pesquisas específicas e à ineficiente divulgação das informações disponíveis.[carece de fontes?] No Brasil, o uso que se faz do bambu está restrito a algumas aplicações tradicionais, como artesanato, vara-de-pescar, fabricação de móveis e na produção de brotos comestíveis.
No Brasil, o Centro Brasileiro Inovação e Sustentabilidade - CEBIS, uma organização sem fins lucrativos, promove o desenvolvimento da cadeia produtiva do bambu do Brasil. No ano passado, auxiliou na aprovação da lei n~21.162 no estado do Paraná, que incentiva a Cultura do Bambu visando à disseminação do seu cultivo agrícola e à valorização do bambu como instrumento de promoção do desenvolvimento socioeconômico sustentável do Estado por meio de suas múltiplas funcionalidades. A cultura do bambu neutraliza as emissões de carbono. O cultivo do bambu é barato e além de agregar valor na sua cadeia produtiva é uma cultura sustentável que traz benefícios ambientais, econômicos e sociais. Sua produção pode ser usada desde a construção civil até na alimentação. Recentemente, foi habilitada e classificada para a Comissão Nacional para os Objetivos de Desenvolvimento Sustentável - CNDOS da Presidência da República.

## Alimentação humana
A maioria das espécies possui brotos comestíveis, entretanto as recomendáveis são as variedades Dendrocalamus latiflorus (Bambu Chinês), D. asper, D. giganteus (Bambu Gigante), Phylloslaces bambusoides, Bambusa tuldoides.